# فريدريك ويليام هال
فريدريك ويليام هال هو عسكري كندي، ولد في 21 فبراير 1885 في كيلكيني في جمهورية أيرلندا، وتوفي في 24 أبريل 1915 في Langemark-Poelkapelle ‏ في بلجيكا.